# Corycaeus dubius
Corycaeus dubius är en kräftdjursart som beskrevs av Farran 1911. Corycaeus dubius ingår i släktet Corycaeus och familjen Corycaeidae. Inga underarter finns listade i Catalogue of Life.